# Snooker-Amateurweltmeisterschaft 1963
Die Snooker-Amateurweltmeisterschaft 1963 war die Erstaustragung der IBSF-Snookerweltmeisterschaft. Sie wurde vom 27. Dezember 1963 bis zum 4. Januar 1964 im Great Eastern Hotel in Kalkutta, Indien ausgespielt. Nach 10 Gruppenspielen wurde der Waliser Gary Owen Weltmeister, Platz 2 belegte der Australier Frank Harris.

## Turnierplan
Es nahmen fünf Spieler teil. Drei von ihnen waren lokale Spieler aus Indien und Ceylon.
| Platz | Spieler        | G | V | Frames |
| ----- | -------------- | - | - | ------ |
| 1     | Gary Owen      | 4 | 0 | 24:7   |
| 2     | Frank Harris   | 3 | 1 | 21:17  |
| 3     | Mohammed Lafir | 2 | 2 | 19:18  |
| 4     | Tony Monteiro  | 1 | 3 | 14:19  |
| 5     | Wilson Jones   | 0 | 4 | 7:26   |

| Frank Harris   | – | Tony Monteiro  | 6:2 |
| Frank Harris   | – | Wilson Jones   | 6:3 |
| Frank Harris   | – | Mohammed Lafir | 6:5 |
| Mohammed Lafir | – | Tony Monteiro  | 6:4 |
| Mohammed Lafir | – | Wilson Jones   | 6:2 |
| Tony Monteiro  | – | Wilson Jones   | 6:1 |
| Gary Owen      | – | Tony Monteiro  | 6:1 |
| Gary Owen      | – | Frank Harris   | 6:3 |
| Gary Owen      | – | Mohammed Lafir | 6:2 |
| Gary Owen      | – | Wilson Jones   | 6:2 |

## Sonstiges
Das höchste Break des Turnieres war ein 67er-Break von Gary Owen.